# Accademia nazionale delle scienze (Stati Uniti d'America)

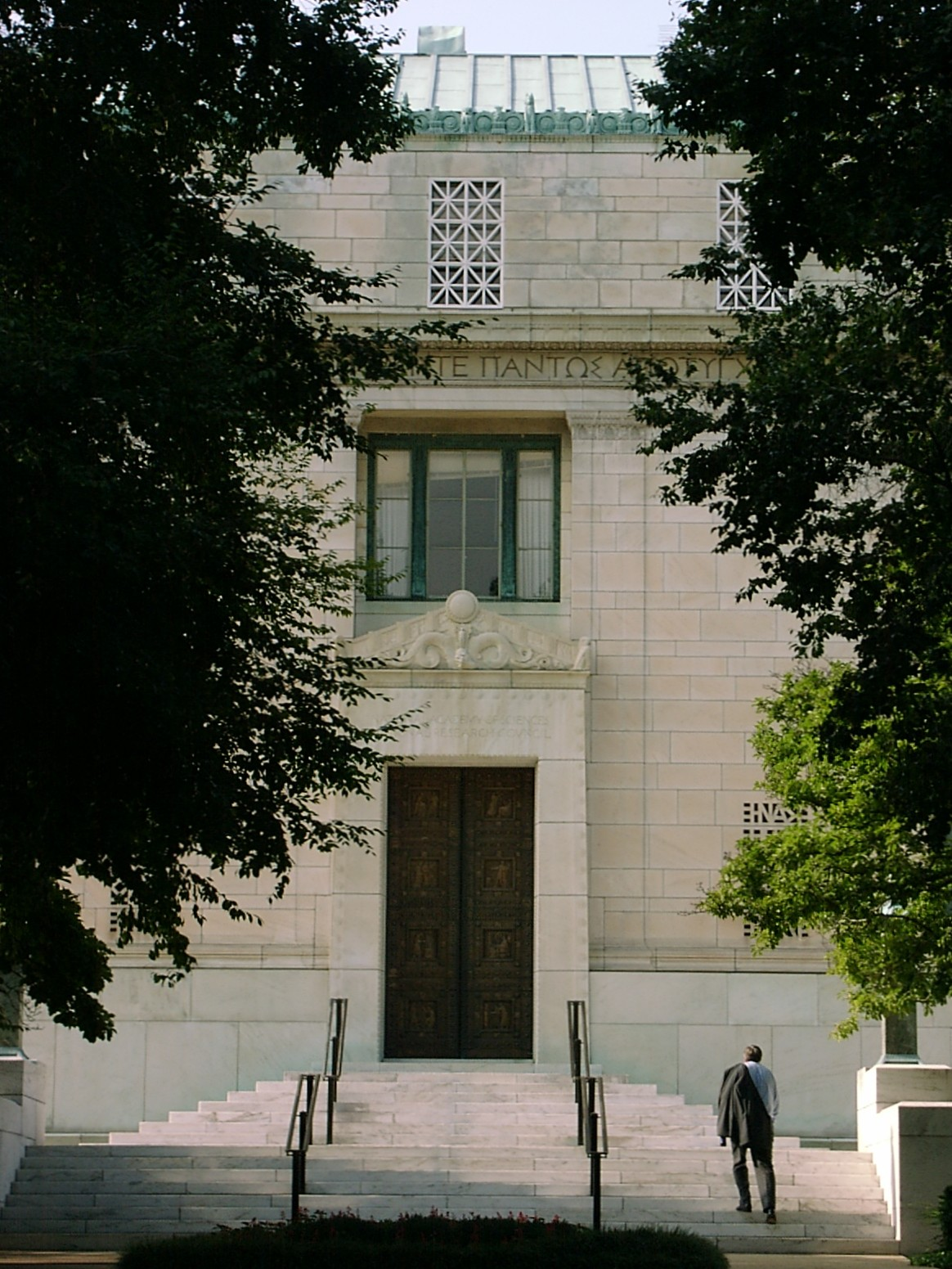
L'edificio della NAS, al 2101 di Constitution Avenue, Washington

La National Academy of Sciences degli Stati Uniti d'America (NAS - Accademia nazionale delle scienze) è una organizzazione i cui membri servono, pro bono publico, da "consiglieri nazionali su scienze, ingegneria e medicina".
L'organismo fa parte del sistema delle accademie nazionali statunitensi (United States National Academies), che comprende anche: 
- National Academy of Engineering (NAE)
- Institute of Medicine (IOM)
- National Research Council (NRC)

Il gruppo gode di un riconoscimento onorifico ufficiale attraverso un congressional charter, emanato, ai sensi del Titolo 36 dello United States Code, dal Congresso degli Stati Uniti.

## Panoramica

### Origine

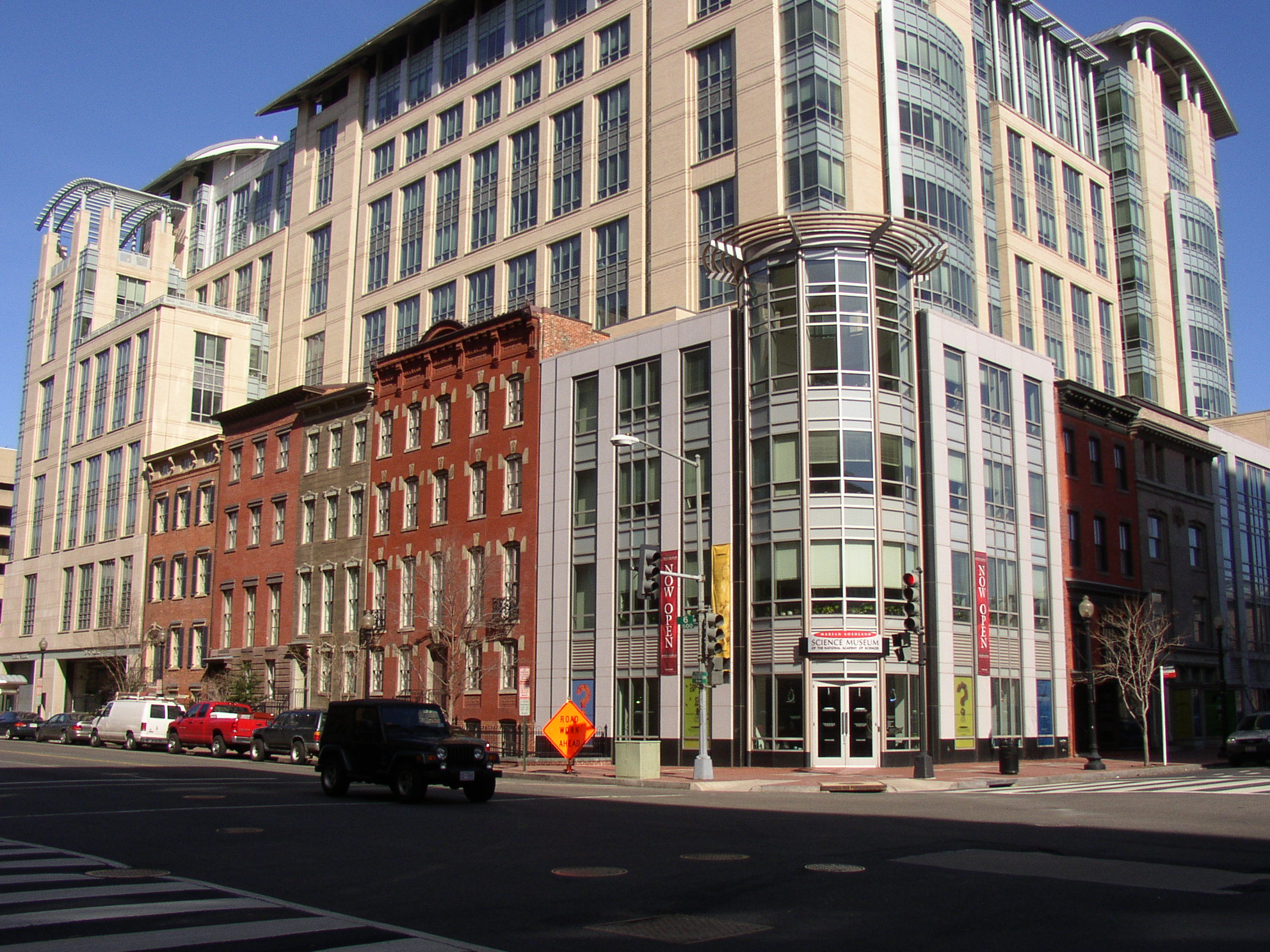
Il Marian Koshland Science Museum della National Academy of Sciences

L'atto di costituzione dell'organismo, firmato dal presidente Abramo Lincoln il 3 marzo 1863, diede vita all'accademia e nominò 50 membri statutari. Molti dei membri originari della NAS provenivano dalla cosiddetta Scientific Lazzaroni, i Lazzaroni scientifici, una rete informale di scienziati, principalmente fisici, operanti nei pressi di Cambridge, Massachusetts intorno agli anni cinquanta dell'Ottocento.
Nel 1863, assicuratosi il supporto di Alexander Dallas Bache e Charles Henry Davis, recentemente richiamato dalla US Navy a Washington per dirigere il Bureau of Navigation, Louis Agassiz e Benjamin Peirce pianificarono i passaggi attraverso cui la National Academy of Sciences doveva essere fondata. Il senatore Henry Wilson del Massachusetts avrebbe nominato Agassiz al consiglio dei reggenti (Board of Regents) dello Smithsonian.
Agassiz sarebbe andato a Washington a spese del governo per pianificare l'organizzazione insieme agli altri. Così fu fatto, scavalcando Joseph Henry, che aveva già manifestato la propria riluttanza nei confronti di un disegno di legge per una simile accademia, da presentarsi avanti al Congresso nella convinzione che una simile risoluzione sarebbe stata “opposta come qualcosa di divergente con le nostre istituzioni democratiche” (Henry tuttavia, sarebbe diventato presto il secondo presidente della NAS). Agassiz, Davis, Peirce, Benjamin Gould, e il senatore Wilson si incontrarono a casa di Bachee e "scrissero precipitosamente il disegno di legge per l'istituzione dell'Accademia, includendovi il nome di cinquanta fondatori".
Il senatore Wilson presentò il disegno di legge nelle ultime ore della sessione, quando il Senato era immerso nel rush finale sulle questioni dell'ultimo minuto prima dell'aggiornamento della seduta. Senza esaminarlo e senza dibatterne le disposizioni, sia il Senato che la Camera lo approvarono, e il presidente Lincoln lo firmò.
Sebbene salutato come un grande passo in avanti nel riconoscimento governativo del ruolo della scienza nella cultura statunitense, la National Academy of Sciences creò allo stesso tempo enormi avversioni tra gli scienziati,, anche tra quelli nominati come fondatori. Agassiz ebbe ad ammettere, in seguito, che erano “partiti col piede sbagliato”.
La legge stabilisce:
(An Act to Incorporate the National Academy of Sciences)
La National Academy non risolse i problemi che si ponevano a una nazione scossa dalla Guerra Civile, come i Lazzaroni speravano, né riuscì ad accentrare gli sforzi scientifici degli Stati Uniti.

### Storia recente

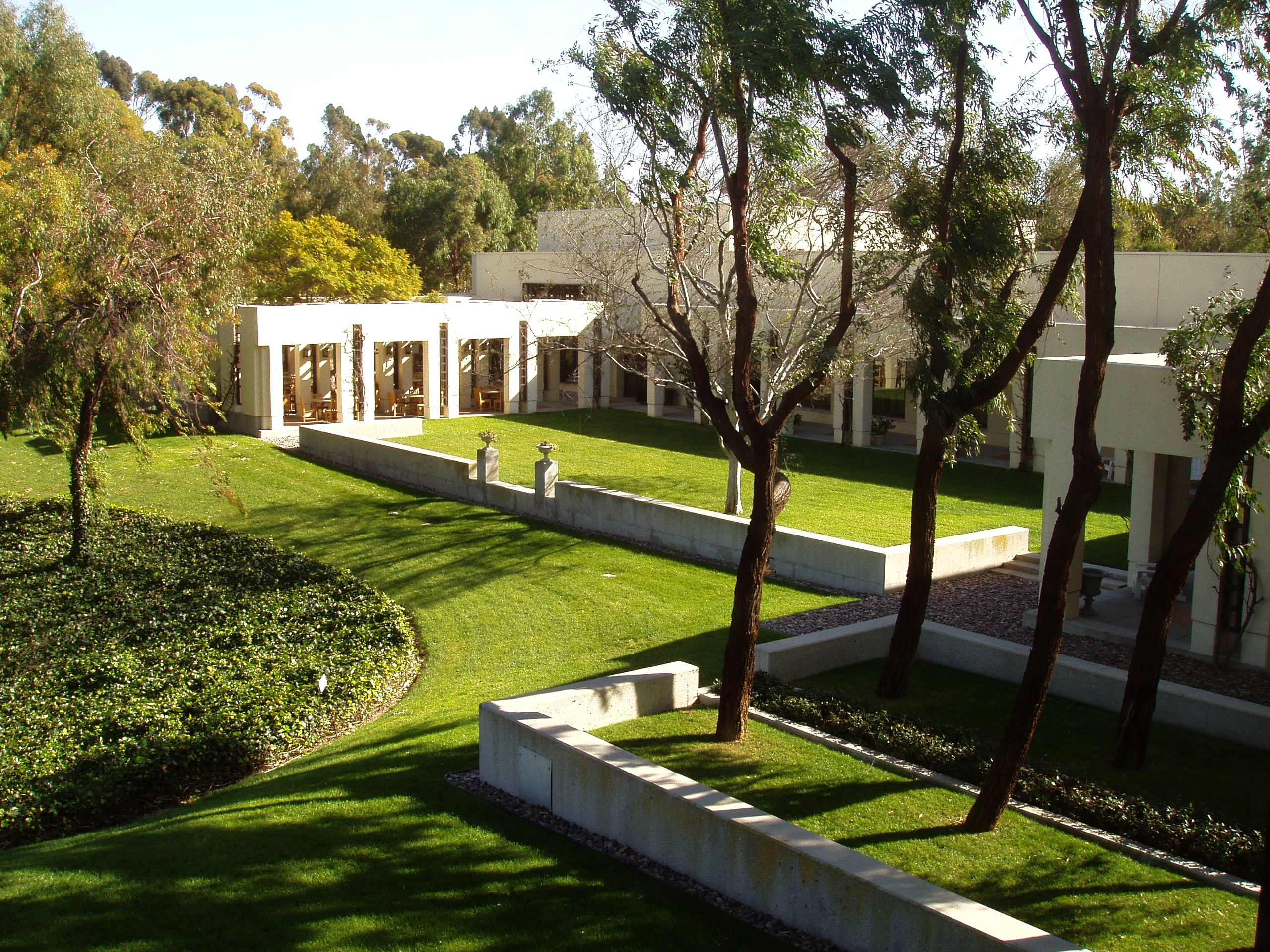
The National Academies' Beckman Conference Center, Irvine, California

Nella primavera del 2009, l'Accademia nazionale delle Scienze comprendeva circa 2.100 membri e 380 soci stranieri. 
Nel 2005 contava circa 1.100 impiegati. I nuovi membri sono eletti a vita da quelli già in carica. L'elezione quale membro dell'accademia è uno degli onori più alti (inferiore, comunque, a un premio Nobel) che può essere riconosciuto a uno scienziato e viene conferito a quegli studiosi che hanno conseguito particolari e continui successi attraverso ricerche originali. Circa 200 membri sono stati insigniti del Premio Nobel.
La National Academy of Sciences è membro dell'ICSU, International Council for Science.
La National Academy of Sciences si riunisce annualmente a Washington, e gli atti dell'adunanza sono pubblicati nella sua rivista scientifica istituzionale, dal titolo Proceedings of the National Academy of Sciences. La National Academies Press è la casa editrice delle pubblicazioni di tutte le "Accademie Nazionali", e rende liberamente disponibili alla lettura sul suo sito web oltre 3600 pubblicazioni.

## Presidenti della National Academy of Sciences
Il presidente è il capo elettivo dell'accademia. Scelto tra i membri dell'organismo, deve ottenere la maggioranza dei voti, per essere eletto a una carica per una durata stabilita dal consiglio direttivo (governing Council, non superiore a sei anni. Il presidente può essere rieletto per un secondo mandato. Dalla sua fondazione, l'accademia è stata diretta da 21 presidenti. Il presidente attuale è il chimico dell'atmosfera Ralph J. Cicerone dell'University of California a Irvine.
- 1863–1867 Alexander Dallas Bache
- 1868–1878 Joseph Henry
- 1879–1882 William Barton Rogers
- 1883–1895 Othniel Charles Marsh
- 1895–1900 Oliver Wolcott Gibbs
- 1901–1907 Alexander Emanuel Agassiz
- 1907–1913 Ira Remsen
- 1913–1917 William Henry Welch
- 1917–1923 Charles Doolittle Walcott
- 1923–1927 Albert Abraham Michelson
- 1927–1931 Thomas Hunt Morgan
- 1931–1935 William Wallace Campbell
- 1935–1939 Frank Rattray Lillie
- 1939–1947 Frank Baldwin Jewett
- 1947–1950 Alfred Newton Richards
- 1950–1962 Detlev Wulf Bronk
- 1962–1969 Frederick Seitz
- 1969–1981 Philip Handler
- 1981–1993 Frank Press
- 1993–2005 Bruce Michael Alberts
- 2005–2016 Ralph J. Cicerone
- 2016-(in carica) Marcia McNutt

## Eventi notevoli
- David Blackwell fu il primo membro afroamericano nel 1965.
- Edward C. Pickering (1846-1919) è stato il più giovane scienziato ammesso all'Accademia.

### Dichiarazione congiunta sul riscaldamento globale
Nel 2005 le accademie nazionali delle scienze delle nazioni del G8 (inclusa la National Academy of Sciences), oltre alle accademie scientifiche di Brasile, Cina e India (tre dei maggiori produttori di gas serra nel mondo sviluppato) firmarono una dichiarazione congiunta sulla risposta globale da dare ai mutamento climatico. La dichiarazione pone l'accento sul fatto che la comprensione scientifica dei cambiamenti climatici è divenuta abbastanza chiara da giustificare azioni decise da parte delle nazioni.